# Rantau Harapan (Sungai Bahar)
Rantau Harapan is een bestuurslaag in het regentschap Muaro Jambi van de provincie Jambi, Indonesië. Rantau Harapan telt 1462 inwoners (volkstelling 2010).